# Вільгельм фон Гумбольдт
Фрі́дріх Вільге́льм Крістіа́н Карл Фердина́нд Фра́йхер фон Гу́мбольдт (нім. Friedrich Wilhelm Christian Karl Ferdinand Freiherr von Humboldt; 22 червня 1767, Потсдам — 8 квітня 1835) — німецький філолог, філософ, лінгвіст, державний діяч, дипломат. Старший брат вченого Александера фон Гумбольдта.
Поєднуючи в собі, у традиціях свого часу і наслідуючи великих діячів Відродження, різнонапрямлені таланти, Гумбольдт здійснив реформу гімназійної освіти у Пруссії, заснував у 1809 році університет у Берліні, товариш Ґете і Шіллера.
Один із засновників лінгвістики як науки. Розвинув учення про мову як про неперервний творчий процес і про «внутрішню форму мови» як про вираження індивідуального світобачення народу. Багато чим визначив шлях і напрям розвитку німецької і навіть всієї європейської гуманітарної думки своєї епохи.

## Біографія
По батьківській лінії брати Гумбольдти походили з померанської буржуазії. Їх дідусь служив офіцером в прусській армії і в 1738 був проведений в дворянський стан завдяки особистим заслугам і поданому проханню. Його син Александер Ґеорґ також перебував на військовій службі
Після виходу із служби в 1766 Александер Ґеорґ вступив до шлюбу із заможною вдовою гугенотського походження Єлізаветою фон Ґольвед, уродженою Коломб, і завдяки цьому став власником замку Теґел і прилеглих земель.
Вільгельм фон Гумбольдт народився 22 червня у Потсдамі.
На освіту синів Вільгельма і Александера батьки коштів не шкодували. У Франкфуртському і Геттінгенському університетах Вільгельм ґрунтовно вивчив право, політику та історію. Відданий науці, він разом з тим напружено стежив за рухом у сферах політичній, суспільній і літературній.
Вчений помер 8 квітня 1835 р. у Тегелі, поблизу Берліна.

## Ідеї Гумбольдта як історика та філософа
Вільгельм Гумбольдт прагнув конкретизувати і розвивати філософське вчення Канта на матеріалі суспільної історії, але з певних питань він відхилявся у бік об'єктивного ідеалізму. Гумбольдт вважав, що історія як наука в певному сенсі може збігатися з естетикою, і виробив свою теорію історичного пізнання. Відповідно до неї, всесвітня історія є результатом діяльності духовної сили, що лежить за межами пізнання, яка не може бути зрозуміла з причинної точки зору. Проявляє себе ця духовна сила через творчі здібності і особисті зусилля окремих індивідів, що випливають з природної необхідності або з потреби. Таким чином, історичне життя суспільства є результатом свободи і необхідності життя індивідів і життя цілого. На цих ідеях Гумбольдта вкоренилося розуміння терміну «Духовна культура», виробленого в подальшому в культурології. Гумбольдт розумів під духовною культурою релігійно-моральні уявлення, які призводять до вдосконалення особистості людини і, разом з тим, — до покращення суспільного життя.

## Політичні ідеї Гумбольдта
Одночасно зі Шлейєрмахером, Гумбольдт сформулював вчення про індивідуальність. Він говорив: «Будь-яка людська індивідуальність є ідея, що вкорінюється в явищі. У деяких випадках, це до того яскраво кидається у вічі, ніби ідея лише потім прийняла форму індивіда, щоб у ній зробити своє одкровення». Гумбольдт вважав, що в індивідуальності криється таємниця будь-якого існування і першим висловив думку про необхідність різноманітності. Вільгельм писав свої роботи про діяльність держави наприкінці 18-го століття, коли державні основи були дуже сильні. Держава, за Гумбольдтом, повинна обмежуватися винятково встановленням зовнішньої і внутрішньої безпеки. Будь-яке сприяння добробуту громадян з боку держави неможливе без втручання його у всі галузі людського життя. А подібне втручання, як застерігав Гумбольдт, обмежить особисту свободу, і перешкодить своєрідному розвитку індивідуума. Вищу мету, яка повинна визначати межі діяльності держави, Вільгельм вбачав в універсальному розвитку індивідуальності.

## Твори Вільгельма фон Гумбольдта
- «Про межі діяльності держави» (1792)
- «Про мислення і мову» (1795)
- «Про вплив різного характеру мов на літературу і духовний розвиток» (1821)
- «Про завдання історика» (1821)
- «Про відмінність будови людських мов і її вплив на духовний розвиток людства» (1830–1835).